# Bulbophyllum phreatiopse
Bulbophyllum phreatiopse là một loài phong lan thuộc chi Bulbophyllum.